# Olmens kapell
Olmens kapell är en kyrkobyggnad som tillhör Hudiksvallsbygdens församling i Uppsala stift.

## Kyrkobyggnad
I Hudiksvalls skärgård finns sju fiskarkapell vid olika fiskelägen. Olmens kapell är det yngst av dessa och invigdes den 4 augusti 1956 av ärkebiskopen Yngve Brilioth. Kapellet ligger på ön Olmen vars historia är starkt förknippad med fiske. Byggmästare Gustav Westner uppförde byggnaden efter verkmästare Fredrik Forslunds ritningar. Timmer som fällts på ön användes. Fiskare och sommargäster på ön Olmen hjälpte till med uppförandet. Kapellet har ingång i väster, långhus och en sakristia i öster. Exteriört är kapellet klätt med träpanel, målad i ljust grått. Taket är täckt med tegel och kröns av smeden Johan Johanssons takspiror. Vid västgaveln är klockstapeln i järn fäst. 
Kyrkorummet har ett tredingstak, och såväl innerväggar som tak är klädda med ljusgrå träpanel.

## Inventarier
Inredningen är enkel, tillverkad i trä, och mestadels samtida med kapellet. 
- Dopfunten med silverskål och kapellets klocka har skänkts av olika företag i Hudiksvall.
- Ett vikingaskepp i metall hänger som votivskepp från taket.